# Pjatychatky
Pjatychatky (ukr. П'ятихатки) – miasto rejonowe na Ukrainie, w obwodzie dniepropetrowskim, siedziba administracyjna rejonu pjatychackiego.
W mieście znajduje się węzeł kolejowy, na terenie którego działają zakłady odzieżowe i spożywcze.

## Historia
Miasto zostało założone w 1894 roku.
W 1930 roku zaczęto wydawać gazetę.
Miasto od 1938.
W 1989 liczyła 21 135 mieszkańców.
W 2013 liczyła 18 944 mieszkańców.